# Dahme (flod)
 For alternative betydninger, se Dahme. (Se også artikler, som begynder med Dahme)
Dahme er en flod i delstaten Brandenburg i Tyskland og en af Sprees bifloder fra venstre med en længde på 95 km (Spree er en biflod til Havel, der videre løber ud i Elben). Den har sit udspring nær byen Dahme. Den løber nordover gennem byerne Märkisch Buchholz og Königs Wusterhausen. Dahme munder ud i Spree i Berlinbydelen Köpenick.